# Fairyland
Fairyland je francuski simfonijski power metal sastav čiji je osnivač Philippe Giordana.
On je 1998. osnovao sastav Fantasia, koji dvije godine kasnije objavljuje demouradak Realm of Wonders. Nakon objave demouratka, uz pomoć gitarista Anthonyja Parkera, bivšeg člana grupe Heavenly, sastav mijenja ime prvo u Fantasy, a zatim u Ferreol da bi se naposljetku preimenovao u Fairyland. U svojoj potrazi za pjevačicom sastav nailazi na bivšu članicu Dark Moora Elisu C. Martin s kojom snimaju prvijenac „Of Wars in Osyhria”. Album je značajan po tome što predstavlja stanovit odmak i pomak u francuskom metalu (posebice power metalu) od utjecaja grupa kao što su Helloween i Blind Guardian. U međuvremenu, Elisa, s ostalim bivšim članovima Dark Moora, osniva sastav Dreamaker. S novim pjevačem Maxom Leclercqom 2006. godine snimaju novi album pod nazivom „The Fall of an Empire”.

## Članovi sastava
- Max Leclercq - vokali
- Anthony Parker - gitara
- Thomas Caesar - bas
- Philippe Giordana - klavijature
- Pierre Emmanuel Desfray - bubnjevi

## Diskografija
Studijski albumi
- Of Wars in Osyrhia (2003.)
- The Fall of an Empire (2006.)
- Score to a New Beginning (2009.)